# 王生 (晋国)
王生，春秋时期晋国人物，范氏的家臣。
王生讨厌张柳朔，向范昭子建议，让张柳朔去做柏人（今河北省隆尧县西南）地方长官。范昭子问：“张柳朔不是你的仇人吗？”王生回答：“私仇不能危害公事，喜爱不能废弃过错，厌恶不能排除善良，这是道义的常规，我岂敢违背？”等到范氏离开柏人，张柳朔对他儿子说，王生把死难的大节交给了自己，留下来死守。”前490年（周敬王三十年、鲁哀公五年、晋定公二十二年），在赵氏前来攻打时，张柳朔于是就战死在柏人。